# Compás radial

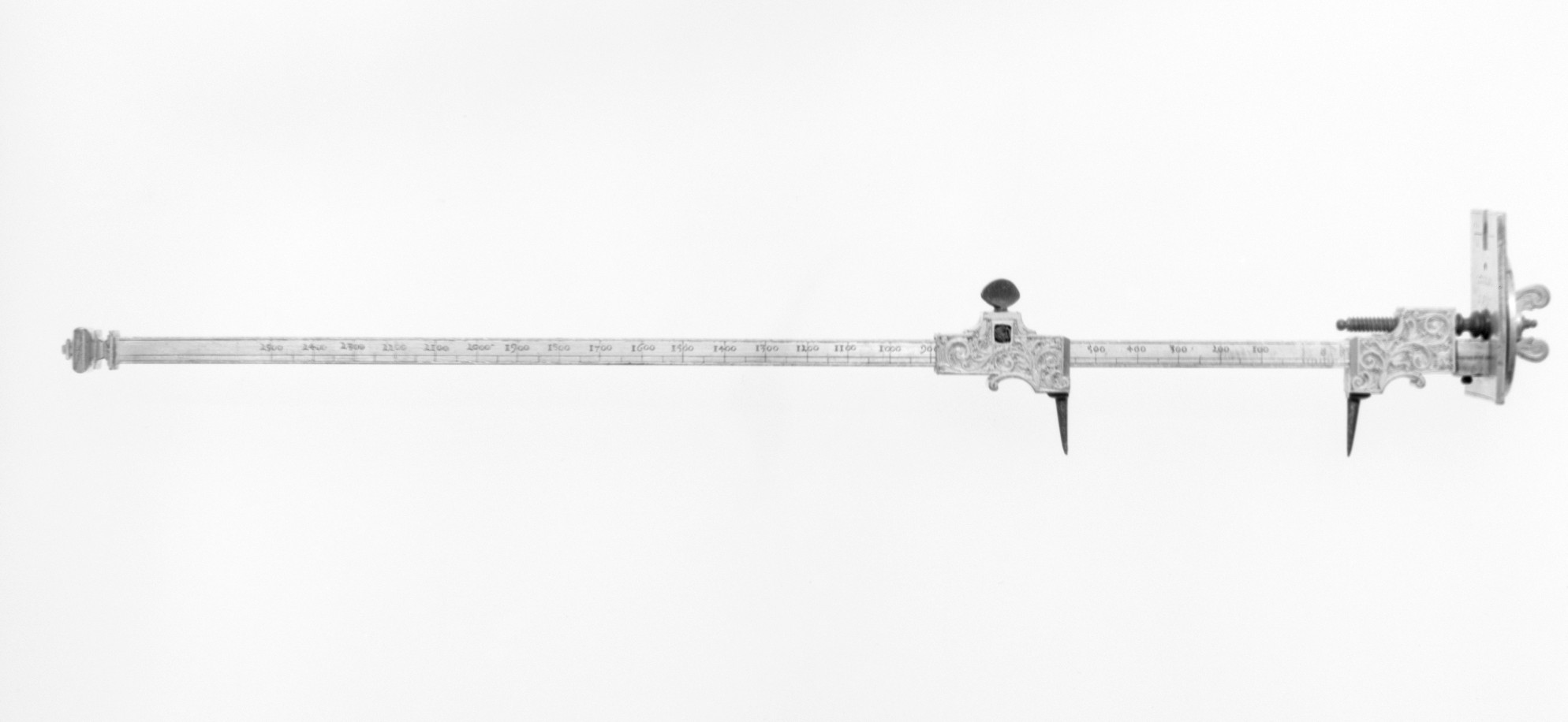
Compás radial alemán de 1619, con escala graduada (colección del Museo Metropolitano de Arte de Nueva York)

Un compás radial (también denominado compás de barra) es un utensilio de dibujo utilizado para trazar con precisión circunferencias cuyas dimensiones exceden el radio máximo abarcable con un compás convencional. Su diseño consiste en una barra metálica o de madera recta de gran rigidez, sobre la que se colocan dos o más cursores deslizantes, cuya posición se fija mediante tornillos que se pueden apretar manualmente. Como en cualquier compás, el cursor que se sitúa en el centro de la circunferencia está equipado con una aguja, mientras que en el otro cursor se coloca un útil capaz de marcar sobre el soporte elegido el perímetro de la circunferencia. El instrumento puede ser completo o estar formado por varias piezas individuales (alargadores) conectadas entre sí.

## Compás radial de delineación

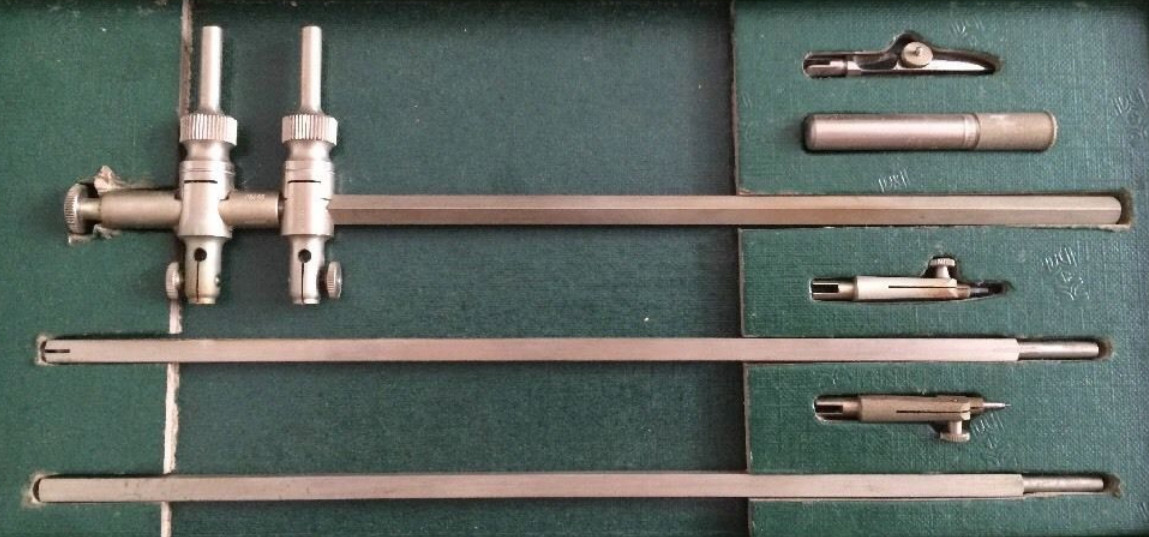
Conjunto de alargadores Arrow Beam Compass de la marca Keuffel & Esser

El compás radial utilizado en delineación consta de un conjunto de puntas y útiles de trazado para ser montados en una varilla de latón, aluminio o plata alemana. Uno de los lados de la varilla, en el que se sitúa la aguja, generalmente está bloqueado, mientras que en el otro se puede ajustar la posición del útil de dibujo con gran precisión (aunque en algunos diseños es la punta la que se puede deslizar, o ambos elementos). El portapuntas consta de una aguja que se sitúa en el centro de la circunferencia, y en el otro extremo se puede ajustar un instrumento de marcado. Hay variantes más antiguas que utilizan una barra de madera. Otro tipo similar es el utilizado por mecánicos o ingenieros, que solo utiliza puntas de marcado, similar a los que usan los carpinteros, excepto en que su ajuste fino es generalmente mucho más preciso. Los compases radiales se pueden extender agregando varillas acopladas a presión o mediante tornillos.

## Cursores

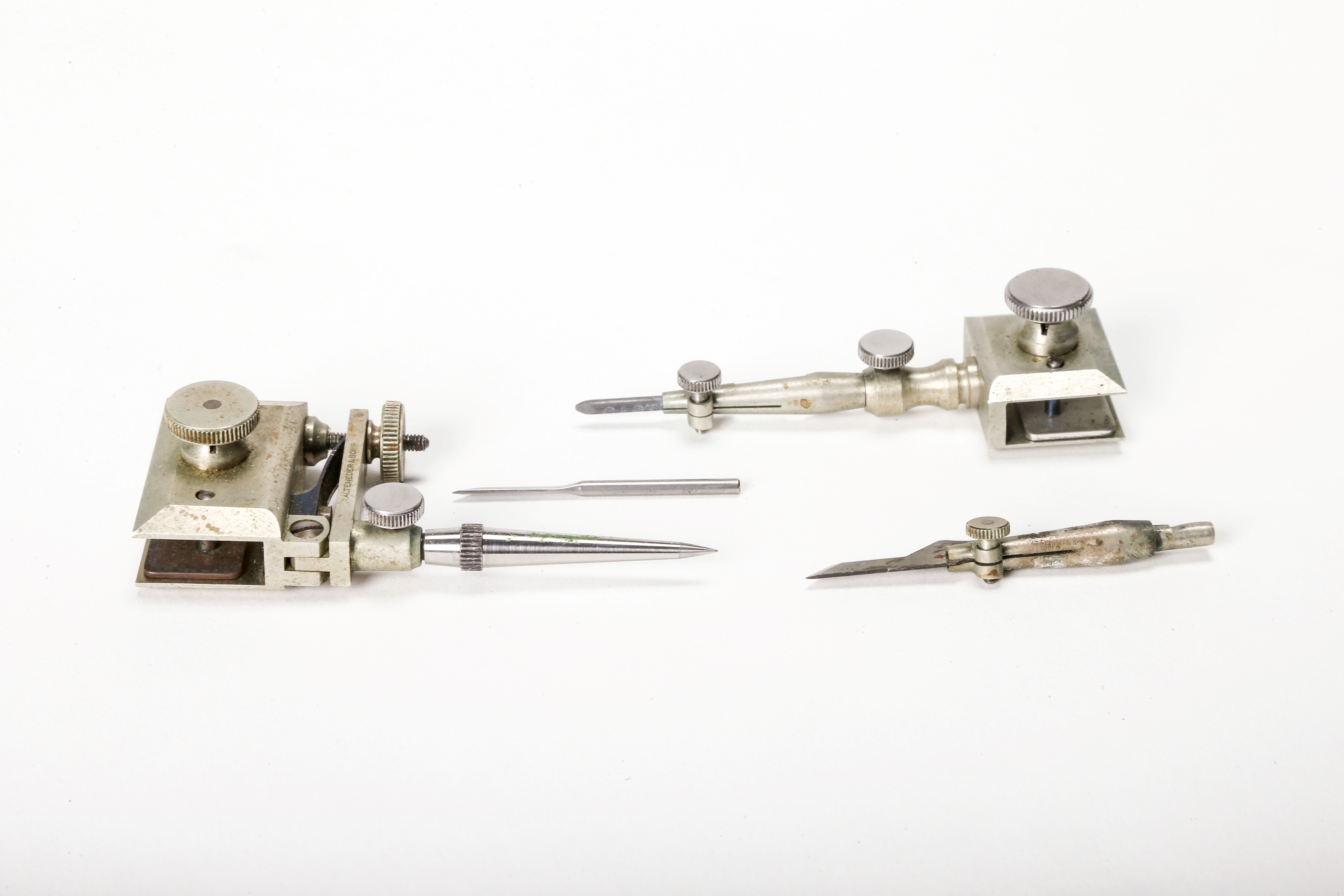
Cursores de un compás radial, diseñados para ajustarse sobre una pletina de metal o sobre un listón de madera

Los cursores están ideados para sujetar tanto la aguja sobre la que gira el compás como el útil de marcado, permitiendo fijarlos sobre la barra a la distancia deseada. Su tamaño relativamente pequeño los hace fáciles de almacenar o transportar. Consisten en dos piezas metálicas separadas (de aprox. 2,5 x 5 x 0,5 pulgadas (6,4 x 12,7 x 1,3 cm)) preparadas para ser fijadas sobre un listón de madera o sobre una pletina metálica.
Normalmente disponen de un sistema de fijación que consta de una tuerca de apriete circular que puede accionarse manualmente con facilidad.

## Utilización
Como cualquier compás, tiene dos usos preferentes:

### Trazado de circunferencias

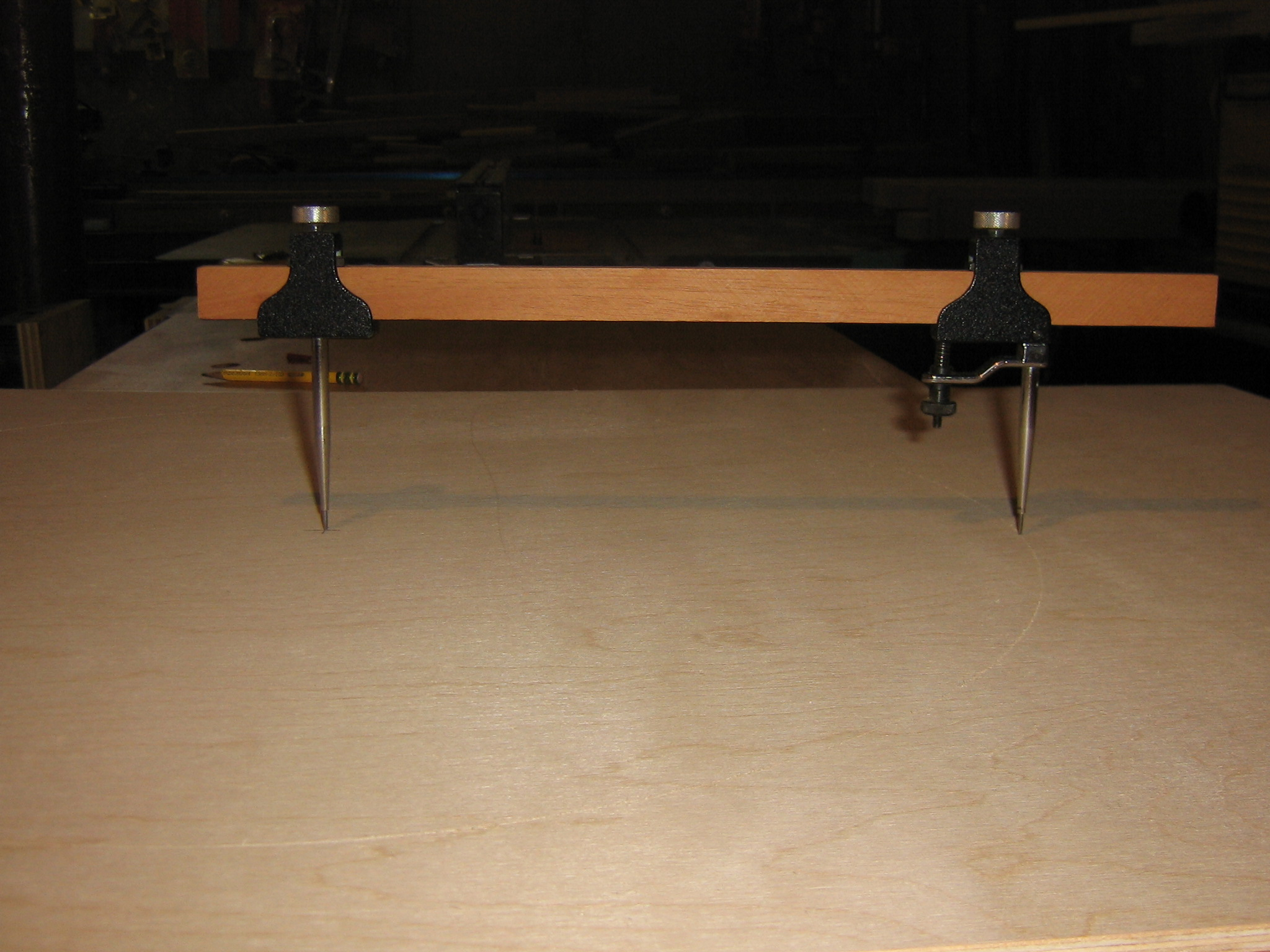
Puntas afiladas utilizadas para marcar una circunferencia mediante una línea fina en la madera contrachapada de abedul, conectadas con una pieza de de caoba

El compás radial se utiliza para trazar circunferencias, ya sea dibujándolas con la mina de un lápiz, trazando con tinta o raspando con una punta afilada. El radio se puede ajustar deslizando los cursores a lo largo de un listón de madera o de una varilla de metal, bloqueándolos al girar unas tuercas circulares o palomillas una vez obtenida la ubicación deseada. Algunos compases disponen de un sistema de ajuste fino del radio mediante un tornillo. La única limitación del instrumento es la rigidez del soporte de madera o de metal que se utiliza. Los listones de madera muy largos tienden a combarse, pudiendo usarse varillas de metal como alternativa (aunque su longitud suele ser más reducida). Algunos sistemas de cursores incluyen un rodillo de soporte para colocarlo en la mitad de la barra del compás, limitando su pandeo. Los útiles de marcado trazan una línea precisa cuando se usa una punta afilada, o se dibuja una línea usando una mina de grafito o una plumilla de tinta. En algunos modelos, un mecanismo de resorte y tornillo permite bloquear el compás en la ubicación precisa deseada.

### Transferencia de medidas
También se puede utilizar un compás radial para realizar una serie de mediciones repetitivas de manera precisa, de manera análoga a la forma de trabajar de una máquina divisoria. Cada punto se duplica a 180° de su posición original mediante una línea recta o una circunferencia auxiliar, y este proceso se repite hasta que se alcanza la medida o división deseada. La muesca creada por la punta afilada del útil de corte se ve fácilmente y sirve como un punto preciso para hacer referencia a la siguiente ubicación.

## Variantes

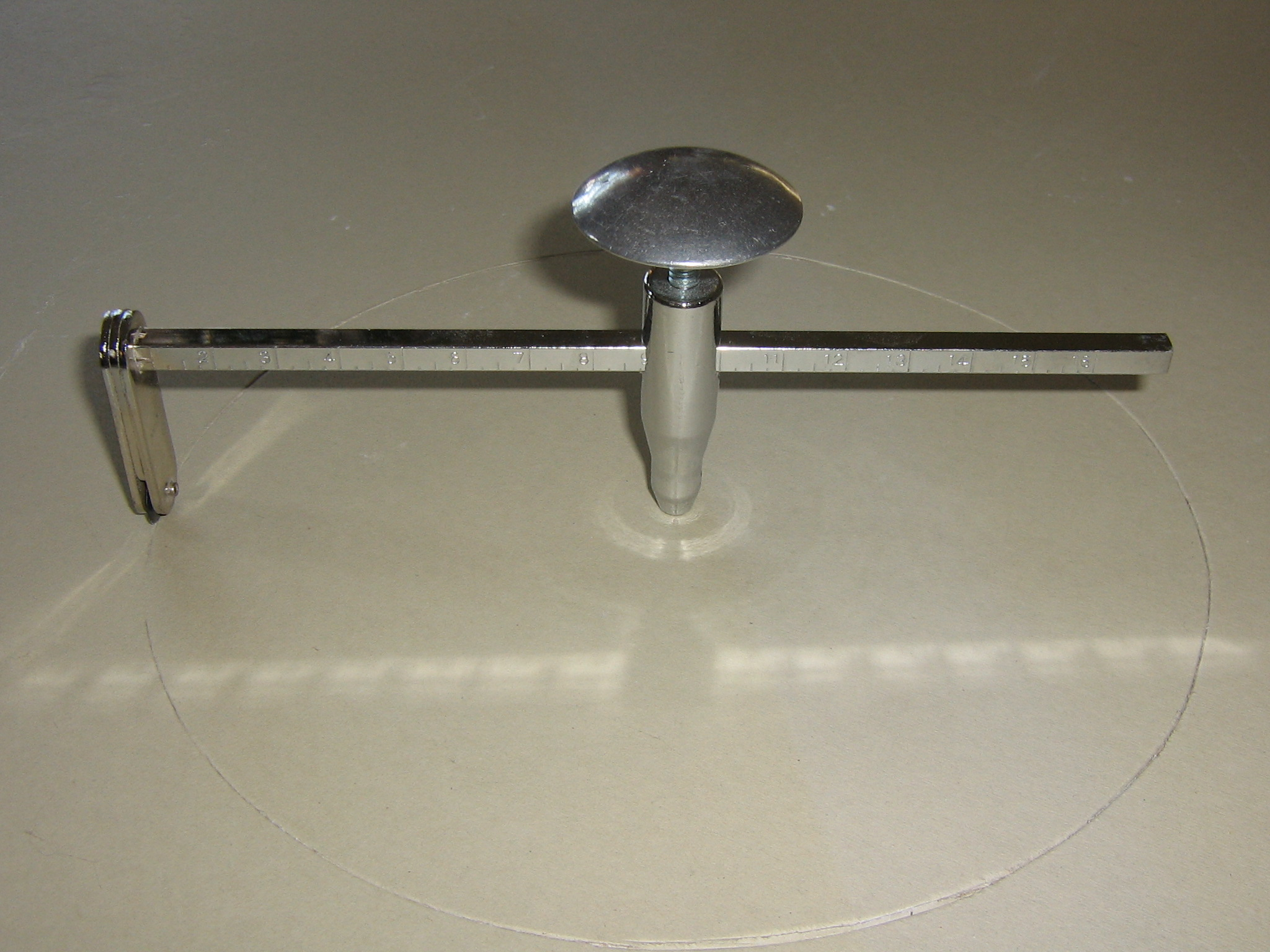
Cortador circular utilizado para marcar paneles de yeso

El cortador de círculos es una variación básica del compás radial, que se usa principalmente para marcar un patrón circular en un panel de yeso, con el fin de encajar una lámpara empotrada de techo. La herramienta consta de un vástago cuadrado con un pivote deslizante que se bloquea en la ubicación deseada con una palomilla. El vástago suele estar graduado en 16 unidades (y cada unidad está subdividida en 4 partes). Un extremo del vástago tiene una rueda de corte fija que marca una línea fina en el panel de yeso.